# The X Factor (Velká Británie)
The X Factor je britská televizní hudební soutěž, která hledá nové pěvecké talenty. Tvůrcem soutěže je Simon Cowell. Producenty jsou Fremantle Media Thames a Cowellova produkční společnost SycoTV. Je vysílaná televizní stanicí ITV ve Spojeném království a na stanici TV3 v Irsku. Spin-off soutěže The Xtra Factor je vysílán stanicí ITV2. Show, která dala vzniknout celosvětové franšíze, byla náhradou úspěšné soutěže Pop Idol, ve které byl Simon Cowell porotcem.
Původní porotcovský panel se skládal s Louise Walshe, Sharon Osbourne a Simona Cowella. Brian Friedman nahradil Walshe ve čtvrté sérii, ke které se také připojila Dannii Minogue. Friedman později odešel a byl nahrazen Walshem. V páté sérii převzala po Sharon Osbourne porotcovské křeslo Cheryl Cole. Gary Barlow, Kelly Rowland a Tulisa Contostavlos se připojili k panelu v osmé sérii a nahradili tak Cowella, Minogue a Cole. Kelly nahradila v deváté sérii Nicole Scherzinger. Osbourne se vrátila do panelu v desáté sérii, kde nahradila Tulisu. Do 11. série se vrátili Simon Cowell a Cheryl Cole, kteří nahradili Barlowa a Osbourne, Mel B nahradila Scherzinger. První tři série moderovala Kate Throton. Od čtvrté série show moderuje Dermot O'Leary.
Vítěz soutěže získá nahrávací smlouvu se Syco Music v ceně jednoho milionu liber. Jednotliví vítězové show k dnešnímu dni jsou Steve Brookstein, Shayne Ward, Leona Lewis, Leon Jackson, Alexandra Burke, Joe McElderry, Matt Cardle, Little Mix, James Arthur, Sam Bailey, Ben Haenow, Louisa Johnson, Matt Terry a Rak-Su.

## Formát

### Kategorie
Soutěžící se dělí do čtyř kategorií. 1.-3. série dělila soutěžící na tři kategorie: 16-24 let, 25+ a skupiny (včetně duet). 4.-5. série posunula hranici minimálního věku na 14 let a vytvořila tedy kategorii 14-25 let. S přidáním čtvrtého porotce se kategorie rozdělily na chlapce (14-24), dívky (14-24), 25+ a skupiny. V 6. sérii se vrátil minimální věk na 16 let. V 7. sérii se kategorie 25+ změnila na 28+. V 8. sérii se kategorie vrátila zpět na 25+, v 9. série se opět změnila na 28+ a v 10. sérii zpět na 25+. V 11. sérii se minimální věk vrátil na 14 let.

### Fáze
- Fáze 1: Konkurzy u producentů (tyhle konkurzy nejsou vysílané v televizi, zde se rozhoduje, kdo bude zpívat před porotou)
- Fáze 2: Konkurzy před porotou (konkurzy v místnosti (1.-5., 13. série), konkurzy v aréně (6.-9., 12. série) a obojí (10.-11. série)
- Fáze 3: Soustředění (původně série výzev, poté výzva 6 židliček 10.-11. série; obojí 12. série)
- Fáze 4: Domy porotců - předtočené (1.-11., 13. série) nebo živé (12. série)
- Fáze 5: Živá kola (finále)

## Série
| Série | Simon Cowell                                                      | Sharon Osbourne                                                | Louis Walsh                                                            | N/A                                                              |
| ----- | ----------------------------------------------------------------- | -------------------------------------------------------------- | ---------------------------------------------------------------------- | ---------------------------------------------------------------- |
| 1     | 25+ Steve Brookstein Rowetta Satchell Verity Keays                | 16-24 Tabby Callaghan Cassie Compton Roberta Howett            | Skupiny G4 Voices with Soul 2 to Go                                    | N/A                                                              |
| 2     | Skupiny Journey South The Conway Sisters 4Tune Addictiv Ladies    | 25+ Andy Abraham Brenda Edwards Chico Slimani Maria Lawson     | 16-24 Shayne Ward Nicholas Dorsett Chenai Zinyuku Phillip Magee        | N/A                                                              |
| 3     | 16-24 Leona Lewis Ray Quinn Nikitta Angus Ashley McKenzie         | 25+ Ben Mills Robert Allen Kerry McGregor Dionne Mitchell      | Skupiny The MacDonald Brothers Eton Road 4Sure The Unconventionals     | N/A                                                              |
| Série | Simon Cowell                                                      | Sharon Osbourne                                                | Louis Walsh                                                            | Dannii Minogue                                                   |
| 4     | Skupiny Same Difference Hope Futureproof                          | Dívky Alisha Bennett Emily Nakanda Kimberley Southwick         | 25+ Niki Evans Beverley Trotman Daniel de Bourg                        | Chlapci Leon Jackson Rhydian Andy Williams                       |
| Série | Simon Cowell                                                      | Cheryl Cole                                                    | Louis Walsh                                                            | Dannii Minogue                                                   |
| 5     | Chlapci Eoghan Quigg Austin Drage Scott Bruton                    | Dívky Alexandra Burke Diana Vickers Laura White                | Skupiny JLS Girlband Bad Lashes                                        | 25+ Ruth Lorenzo Rachel Hylton Daniel Evans                      |
| 6     | 25+ Olly Murs Danyl Johnson Jamie Archer                          | Chlapci Joe McElderry Lloyd Daniels Rikki Loney                | Skupiny John & Edward Miss Frank Kandy Rain                            | Dívky Stacey Solomon Lucie Jones Rachel Adedeji                  |
| 7     | Skupiny One Direction Belle Amie Diva Fever F.Y.D.                | Dívky Rebecca Fergusonová Cher Lloyd Katie Waissel Treyc Cohen | 28+ Mary Byrne Wagner John Adeleye Storm Lee                           | Chlapci Matt Cardle Paije Richardson Aiden Grimshaw Nicolo Festa |
| Série | Gary Barlow                                                       | Tulisa Contostavlos                                            | Louis Walsh                                                            | Kelly Rowland                                                    |
| 8     | Chlapci Marcus Collins Craig Colton Frankie Cocozza James Michael | Skupiny Little Mix The Risk Nu Vibe 2 Shoes                    | 25+ Kitty Brucknell Johnny Robinson Sami Brookes Jonjo Kerr            | Dívky Amelia Lily Misha B Janet Devlin Sophie Habibis            |
| Série | Gary Barlow                                                       | Tulisa Contostavlos                                            | Louis Walsh                                                            | Nicole Scherzinger                                               |
| 9     | 28+ Christopher Maloney Kye Sones Melanie Masson Carolynne Poole  | Dívky Ella Henderson Lucy Spraggan Jade Ellis                  | Skupiny Union J District3 MK1                                          | Chlapci James Arthur Jahméne Douglas Rylan Clark                 |
| Série | Gary Barlow                                                       | Sharon Osbourne                                                | Louis Walsh                                                            | Nicole Scherzinger                                               |
| 10    | Skupiny Rough Copy Kingsland Road Miss Dynamix                    | 25+ Sam Bailey Shelley Smith Lorna Simpson                     | Chlapci Nicholas McDonald Luke Friend Sam Callahan                     | Dívky Tamera Foster Hannah Barrett Abi Alton                     |
| Série | Simon Cowell                                                      | Cheryl Cole                                                    | Louis Walsh                                                            | Mel B                                                            |
| 11    | 25+ Ben Haenow Fleur East Jay James Stevi Ritchie                 | Dívky Chloe Jasmine Lauren Platt Stephanie Nala Lola Saunders  | Skupiny Blonde Electra Stereo Kicks Overload Generation Only The Young | Chlapci Andrea Faustini Paul Akister Jake Quickenden Jack Walton |
| Série | Simon Cowell                                                      | Cheryl Cole                                                    | Nick Grimshaw                                                          | Rita Ora                                                         |
| 12.   | 25+ Bupsi Anton Stephans Max Stone                                | Skupiny 4th Impact Alien Uncovered Reggie 'n' Bollie           | Chlapci Ché Chesterman Seann Miley Moore Mason Noise                   | Dívky Louisa Johnson Monica Michael Lauren Murray Kiera Weathers |
| Série | Simon Cowell                                                      | Nicole Scherzinger                                             | Louis Walsh                                                            | Sharon Osbourne                                                  |
| 13.   | Divky Gifty Louis Sam Lavery Emily Middlemas                      | Chlapci Freddy Parker Matt Terry Ryan Lawrie                   | Skupiny 5 After Midnight Bratavio Brooks Way Four of Diamonds          | 25+ Saara Alto Relley C Honey G                                  |

## The Xtra Factor
The Xtra Factor je show vysílaná kanálem ITV2 a TV3 Ireland v sobotu a v neděli večer po hlavní ITV show. Show poskytuje pohledy do zákulisí, rozhovory s porotou a soutěžícími, nevysílaná vystoupení z konkurzů.

### Moderátoři
Do 3. série show vysílal Ben Shephard, který se nevrátil do 4. série poté, co se naštval, že nedostal roli moderátora hlavní show a tak ho nahradila Fearne Cotton, která show po jedné sérii opustila, aby se mohla věnovat své kariéře v Americe. V 5. sérii ji nahradila Holly Willoughy, týden před začátkem vysílání show opustila a byla nahrazena Konnie Huq. 31. května 2011 bylo oznámeno, že moderátory sedmé série budou Caroline Flack a Olly Murse. V dubnu 2013 bylo oznámeno, že Olly se do show nevrátí a komik Matt Richardson nahradil jeho místo. 12. června 2014 bylo oznámeno, že moderátorkou, která nahradí Caroline a Matta bude Sarah-Jane Crawford.